# Ad orientem

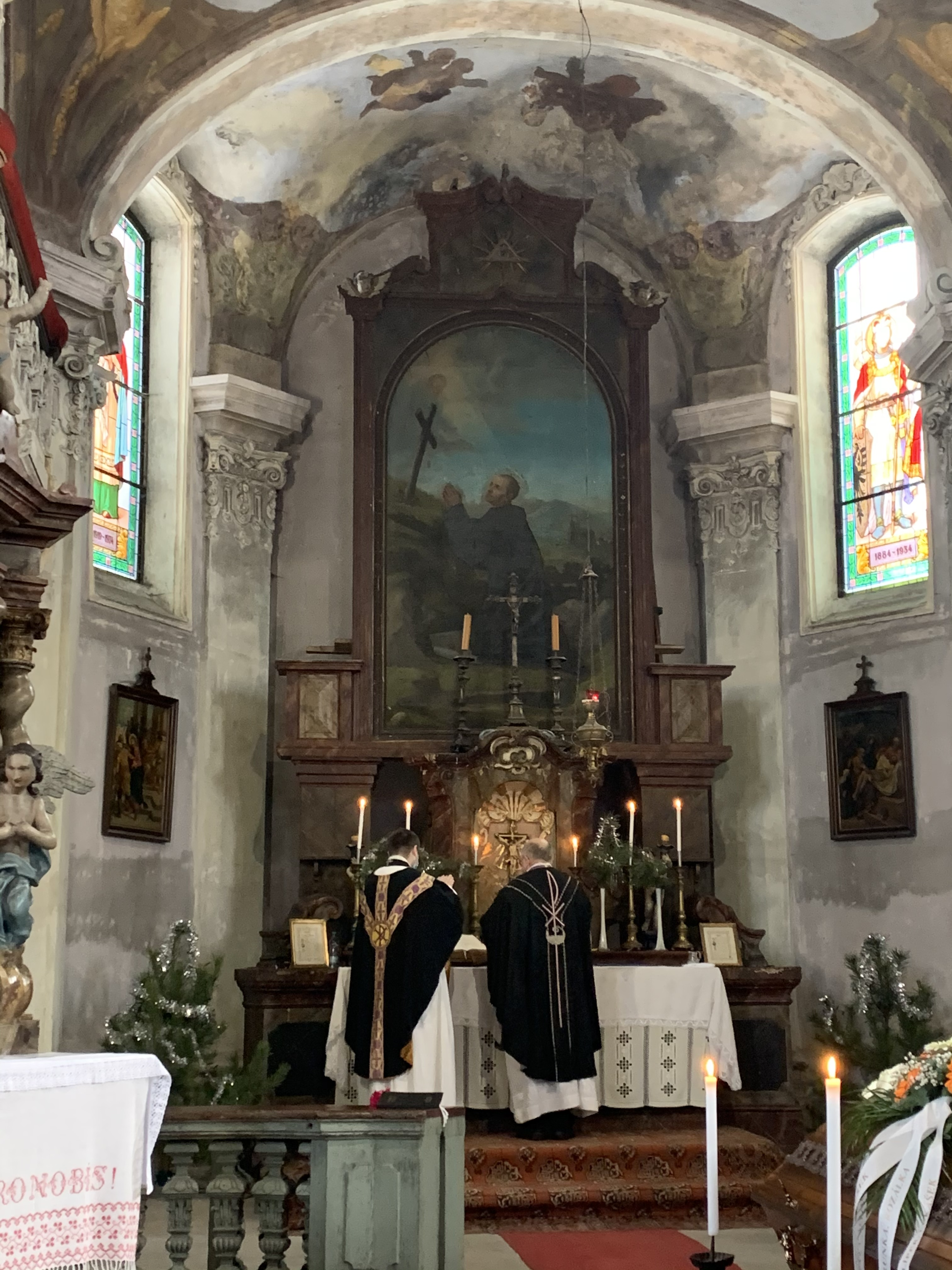
Kanovník K. Havelka celebruje pohřební mši ad orientem v kostele sv. Havla v Liběchově (forma ordinaria)

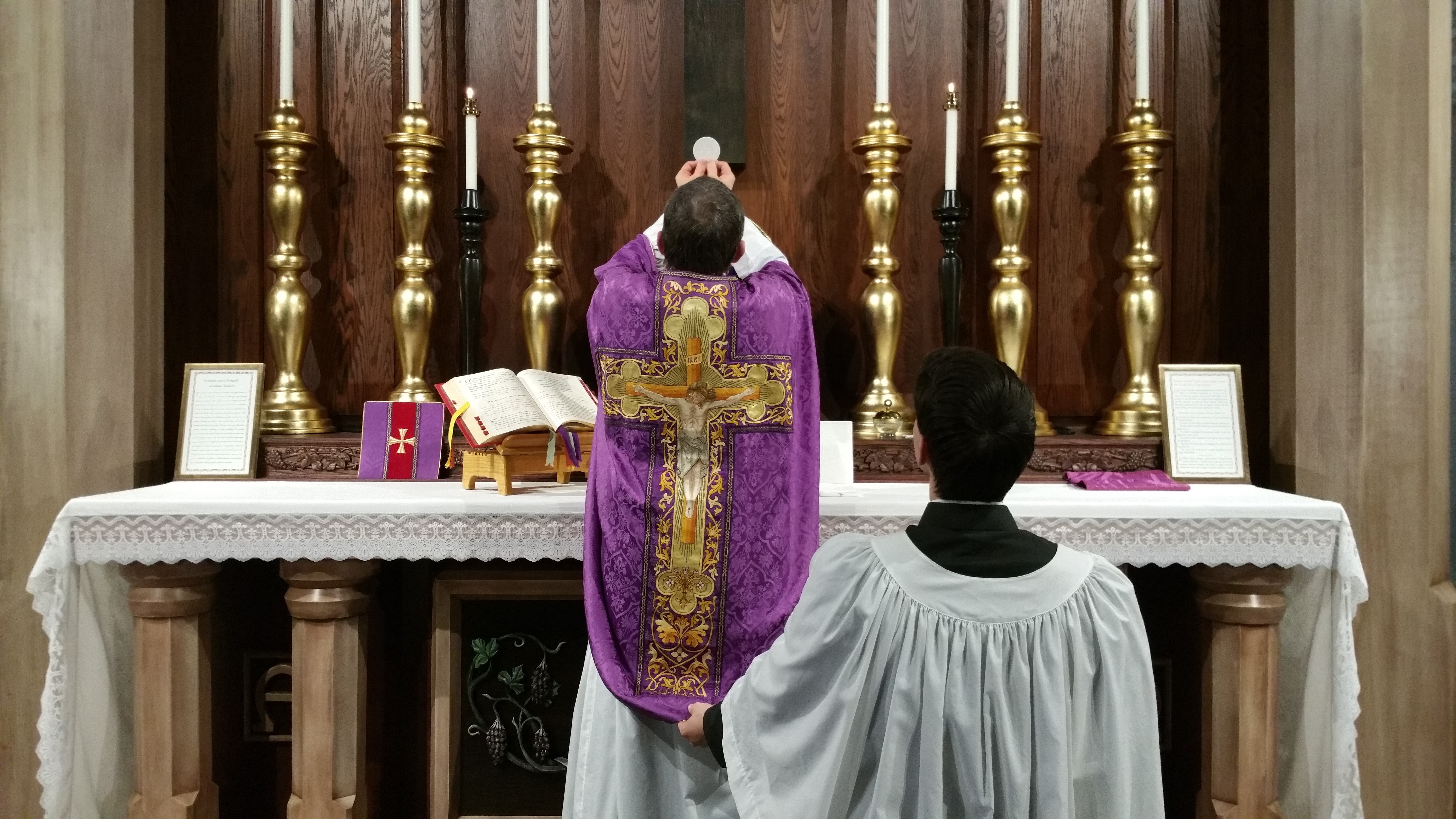
Tradiční mše podle misálu z roku 1962 (forma extraordinaria), která je běžně celebrována ad orientem.

Ad orientem je latinský termín, znamenající k východu. V diskusi o uspořádání liturgického prostoru se používá jako označení pro postavení celebranta při mši, kdy tento stojí na stejné straně oltáře jako věřící, tedy (je-li kostel orientovaný) obrácen k východu. Opakem je postavení versus populum.

## Historie
Nakolik dnes lze z písemných pramenů a archeologických nálezů dovodit, od samých počátků církve bylo normou na křesťanském Západě i Východě, že se celebrant i shromážděný lid při slavení eucharistie obracel k východu. Explicitně kodifikováno bylo toto tradiční uspořádání liturgického prostoru v rubrikách římského misálu vydaného po Tridentském koncilu. V rámci provádění liturgické reformy Druhého vatikánského koncilu bylo ve většině katolické církve římského ritu opuštěno ve prospěch uspořádání versus populum, které v té době bylo považováno za původní prvek starokřesťanské bohoslužby, ztracený v důsledku klerikalizace latinské liturgie v raném středověku:
Ještě před koncem prvního tisíciletí dochází k další změně, která má dalekosáhlé následky. Oltář přestává být stolem obráceným k věřícím a přisouvá se ke stěně.
V dobových diskusích se pro tradiční prostorové uspořádání slavení mše vžilo - jako protiklad k nově prosazovanému ideálu slavení "čelem k lidu" - pejorativní označení "zády k lidu" (něm. "mit dem Rücken zum Kirchenvolk") nebo "čelem ke zdi".
Určitou omezenou vlnu návratu kostelů, po koncilu upravených k celebrování versus populum, k uspořádání ad orientem, bylo možno zaznamenat v letech po vydání knihy Josepha Ratzingera Duch liturgie, která shrnula odbornou kritiku pokoncilního vývoje v této otázce a uvedla ji s autoritou prominentního autora a církevního představitele do široké diskuse i mimo kruhy odborníků na liturgii.
V roce 2016 vyvolala značný mediální ohlas výzva kardinála Saraha, tehdejšího prefekta Kongregace pro bohoslužbu a svátosti, aby se kněží římského ritu co nejdříve, pokud možno od nejbližšího adventu, vrátili k uspořádání ad orientem. Významnější dopad na liturgickou praxi ale neměla.